# Симойоки, Элиас
Ла́ури Э́лиас Си́мойоки (англ. Lauri Elias Simojoki; 28 января 1899, Раутио, Великое княжество Финляндское — 25 января 1940, Импилахти, Финляндия) — финский лютеранский священник, армейский капеллан и крайне правый националистический политик. Участник гражданской войны и «братских войн». Активист Движения Лапуа, депутат парламента от Патриотического народного движения (IKL), руководитель партийного молодёжного военизированного крыла. Погиб на Зимней войне.

## Гражданская война. Церковное служение
Родился в семье лютеранского священника. До 27-летнего возраста носил фамилию Симелиус. Учился в государственном лицее Оулу. С детства воспитывался в духе финского национал-патриотизма. Воевал на стороне белых в гражданской войне 1918, участвовал в сражении за Тампере.
В 1923 окончил богословский факультет Хельсинкского университета. Служил священником Евангелическо-лютеранской церкви Финляндии в приходе Киурувеси.

## Идеолог Великой Финляндии. Праворадикальный политик
Был одним из руководителей Карельского академического общества — праворадикального фенноманского, антикоммунистического и антисоветского союза студенческих активистов. Являлся сторонником Великой Финляндии. Благословлял бойцов «братских войн». Сам участвовал в Олонецкой экспедиции 1919, попал в плен, сумел бежать.
Выступал с харизматическими проповедями крайне националистического и антирусского характера, призывал к исполнению Клятвы меча. В 1926 сменил шведскую фамилию на финскую — Симойоки.
Элиас Симойоки состоял в Движении Лапуа. После запрета Движения за антиправительственный мятеж в 1933 вступил в партию Патриотическое народное движение (IKL). В 1933—1939 являлся депутатом парламента от IKL.
Примыкал к радикальному крылу партии. Возглавлял молодёжную военизированную организацию Sinimustat. В 1935 активисты Sinimustat приняли участия в мятеже эстонских вапсов против режима Константина Пятса (в 1937 Симойоки служил панихиду на похоронах лидера вапсов Артура Сирка). На следующий год организация была запрещена.
В 1939 Элиас Симойоки добровольцем ушёл на Зимнюю войну в качестве армейского капеллана. Участвовал в боях с советскими войсками. В боестолкновении близ Импилахти 25 января 1940 был убит пулемётной очередью, задержавшись под огнём, чтобы пристрелить смертельного раненого коня.

## Характер и семья. Памятник при жизни
Биографы Элиаса Симойоки отмечают в нём сочетание лютеранского благочестия и общественной активности (характерных для отца — Нийло Ийсакки Симелиуса) с темпераментом и развитым чувством юмора (характерных для матери — Кристины Софии Снелльман).
В 1937 Элиас Симойоки женился на воспитательнице детского сада Анне-Лийсе Котивуори. Их сын Лаури Аунус был учителем истории.
В 1921 в Тампере была установлена финская Статуя Свободы работы скульптора Виктора Янссона. Юноша с мечом в руке символизирует победу белых в гражданской войне. Прообразом для памятника являлся Элиас Симойоки.
В период оккупации Петрозаводска одна из улиц города носила имя Симойоки.